# Aeródromo de Londrina
O Aeródromo 14 Bis (ICAO: SSOK) é um aeródromo localizado no distrito da Warta na Zona Norte de Londrina  no Norte do Paraná.
Denominado SSOK, o Aeroporto 14 Bis abriga hoje sete hangares onde estão instaladas duas oficinas para aeronaves, três escolas para formação de pilotos e hangaragem de aviões particulares e de empresas. O Aeroporto foi inaugurado em 7 de setembro de 2011, aos domingos conta com 16 pousos e decolagens para os praticantes de salto.